# كيفن كلاين
كيفن كلاين (بالإنجليزية: Kevin Klein)‏ (و. 1984  م) هو لاعب هوكي الجليد كندي، ولد في كيتشنر، أونتاريو، مركز لعبه هو مدافع ‏.
.

## روابط خارجية
- كيفن كلاين على موقع دوري الهوكي الوطني (الإنجليزية)
- كيفن كلاين على موقع EliteProspects.com (الإنجليزية)
- كيفن كلاين على موقع Eurohockey.com (الإنجليزية)
- كيفن كلاين على موقع HockeyDB.com (الإنجليزية)
- كيفن كلاين على موقع Hockey-Reference.com (الإنجليزية)